# Тогон-тайши
Тогон-тайши (*д/н — 1438) — 2-й очільник Дербен-Ойрата в 1417—1438 роках. Розпочав процес перетворення конфедерації ойратських племен на справжню державу.

## Життєпис
Походив з племені ойрат-чорос. Син Батули-чінсана, володаря Дербен-Ойрат, і Самур-гунджи (доньки великого кагана Нігулесугчі-хана). Власне ім'я достеменно невідоме. Після поразки і загибелі батька 1416 року у війні проти Ойрадай-хана разом з матір'ю потрапив у полон до чінсана Аругтая. Але каган передав хлопчика Аругтаю, якому той дав ім'я Тогон (казанець).
1417 року номінально отримав владу над Дербен-Ойратом. Фактичну владу мав Аругтай. 1418 року мінський уряд надав Тогону титул шунь-нін-вана (слухняного і мирного князя), що мав його батько. Поступово став зміцнювати своє внутрішнє і зовнішнє становище. Спочатку домігся страти впливовим ойратських нойонів Тайпіна і Байболо, що також мали мінські титули вана. За цим видав доньку Ніган-Дашир за Бушира, володаря Хамі, підкорив урянхайців та встановив дипломатичні контакти з чжурчженями.
З 1419 року успішно діє проти могулістанського хана Увайса, завдяки чому до 1421 року захоплено Турфан та північно-східні області Могулістану. 1425 року Аругтай подарував новому кагану Адай-хану матір Тогона. У відповідь той повстав, але у битві біля Бор-Ногой-Зун зазнав поразки, потрапивши у полон. В результаті могулістанське військо відвоювало Турфан. Згодом Айдай-хан повернув волю Тогону, підтвердивши його статус очільника Дербен-Ойрат.
У 1433 році Тогон-тайши підняв повстання проти кагана, завдавши тому того ж року поразки. Новим каганом було оголошено Тайсун-хана, за якого Тогон видав свою доньку Сечен. 1434 року завдав поразки Аргутаю. У 1438 році спільно з Тайсун-ханом завдав остаточної поразки Адай-хану, якого було схоплено і страчено.
Невдовзі почалося протистояння з Тайсун-ханом, що вирішив почати опір ойратам, але вже в 1439 році Тогон-тайши змусив того замиритися. За мирною угодою трон залишився за Тайсун-ханом, але реальна влада над усією країною перейшла до Тогона. Останній розпочав підготовку до війни проти імперії Мін, але несподівано помер 1439 року. За одній з версій на церемонії поклоніння в Ордосі у священних юрт, де зберігався сульде Чингісхана, Тогон заявив, що він, ойрат, не нижче нащадка Чінгісхана. Але раптово з юрти кагана вилетіла стріла, що вбила Тогона.
1440 року владу над Дербен-Ойратом успадкував його старший син Есен.